# Proposition subordonnée
En syntaxe traditionnelle, la proposition subordonnée, appelée aussi dépendante, est une proposition sans autonomie grammaticale, ayant un sens insuffisant, qui remplit dans une phrase complexe une fonction analogue à celle d’un terme à fonction syntaxique dans une phrase simple. Son statut hiérarchique est établi par rapport à au moins une autre proposition de la phrase complexe, appelée principale,,,,.
Bien qu'essentiellement traditionnelle, Grevisse et Goosse 2007 a une autre conception. Cette grammaire juge inutiles les notions « proposition principale » et « proposition subordonnée », avec l’argument que le sujet n’est pas subordonnée au prédicat, par conséquent une entité comme Qui dort dîne est une phrase dans laquelle il y a une proposition comme sujet, mais il n’y a pas une proposition principale et une proposition subordonnée. En revanche, dîne est le verbe principal, prédicat de la phrase, dort étant le prédicat de la proposition. Cette grammaire prend en compte les mots (verbes, mots de nature nominale, etc.) en tant qu’entités qui peuvent subordonner une entité appelée simplement « proposition ». 
Exemple : car puis ...

## Le régissant de la subordonnée
Le régissant, c’est-à-dire l’entité dont dépend directement la proposition subordonnée peut être :
- le prédicat de la proposition dite principale : (fr) Je pense que vous avez tort[2] ;
- un verbe à une forme non conjuguée (nominale) de la proposition principale : (ro) Așteptând să termini, am întârziat « En attendant que tu finisses, je me suis mis(e) en retard »[7] ;
- ce qu’on appelle « interjection prédicative » dans certaines grammaires : (ro) Iată că vine « Voilà qu’il/elle vient »[7] ;
- ce que Grevisse et Goosse 2007 appelle « mot introducteur » : (fr) Voilà que le mur s’écroule tout à coup[8] ;
- une entité appelée antécédent de la subordonnée, celle-ci étant une proposition relative :
  - un nom ou un autre mot substantivé : (fr) L’abeille est l’insecte qui produit le miel[9] ;
  - un pronom : (fr) Dans la nuit du tombeau, toi qui m’as consolé, / Rends-moi le Pausilippe (Gérard de Nerval)[10] ;
  - un adverbe : (fr) Partout où Julien va, il se fait des amis[11] ;
  - toute une proposition : (en) She’s coming tomorrow, which is good news to everyone « Elle vient demain, ce qui est une bonne nouvelle pour chacun »[3].

## Jonction de la subordonnée à sa proposition principale

### Mots de jonction
Le plus souvent, le lien entre la proposition subordonnée et sa principale se réalise par jonction à l’aide d’un mot-outil qui peut être :
- une conjonction : (fr) Il paraît que les effets spéciaux de ce film sont extraordinaires[12] ;
- une locution conjonctive : (ro) Dansează ca și cum ar pluti « Il/Elle danse comme s’il/si elle flottait »[13] ;
- un pronom relatif : (en) Is this the magazine which/that you were talking about just now? « Est-ce bien le magazine dont tu viens de parler ? »[14] ;
- un adverbe relatif : (sr) Bilo je to one večeri kad smo ispraćali baku na voz « C’était le soir où nous accompagnions grand-mère à la gare »[15].

Dans certaines langues il y a aussi subordination par juxtaposition facultative, dans le cas de la proposition complément d'objet direct :
(en) She said (that) she would come today « Elle a dit qu’elle viendrait aujourd’hui » ;
(hu) Úgy hallottam, (hogy) már lehet a piacon kapni cseresznyét « J’ai entedu dire qu’on trouve déjà des cerises au marché ».
En anglais on peut également omettre le pronom relatif s’il n’a pas la fonction de sujet : We got on the first bus (that) we saw « Nous sommes monté(e)s dans le premier bus que nous avions vu ».

### Éléments de corrélation
Dans la proposition principale il peut y avoir un terme en corrélation avec le mot de jonction de la subordonnée. L’élément corrélatif marque de façon supplémentaire la relation entre les propositions, en annonçant le rapport syntaxique entre elles. En fonction de la langue donnée, cet élément peut être de plusieurs natures grammaticales :
- adverbe :

(fr) Elle est plus malade que je ne pensais ;
(en) If no one else has requested the book, then you can renew it « Si personne d’autre n’a demandé le livre, alors vous pouvez renouveler votre emprunt » ;
(ro) M-a bătut așa, încât m-a învinețit « Il/Elle m’a battu(e) de telle façon, qu’il/elle m’a fait des bleus » ;
(cnr) Uradismo onako kako je najbolje « Nous avons fait comme c’est le mieux » (littéralement « Nous avons fait ainsi comme c’est le mieux ») ;
(hu) Én onnan jövök, ahova te most mész « Je viens de là où tu vas maintenant » ;
- Pronom ou adjectif démonstratif[24] :

(hu) Számítok arra, hogy meghívnak a kongresszusra « Je compte être invité(e) au congrès » (litt. « Je compte sur cela qu’ils m’invitent au congrès »)
(hr) Nakupila se tolika prašina koliku nitko ne pamti « Il s’est accumulé une quantité de poussière dont personne ne se souvient » (litt. « S’est accumulé autant poussière combien personne ne souvient ») ;
- Pronom ou adjectif indéfini :

(fr) Ils ont posé de telles conditions que nous n’avons pas pu accepter.
(ro) Erau atâția călători, încât n-aveau loc « Il y avait tant de voyageurs, qu’ils n’avaient pas de place », ;
En hongrois, le corrélatif peut être également un pronom personnel de la troisième personne au lieu d’un pronom démonstratif : Számítok rá, hogy meghívnak a kongresszusra « Je compte être invité(e) au congrès » (litt. « J’y compte qu’ils m’invitent au congrès »).
Dans certains cas, le corrélatif est facultatif :
(en) If the figures don’t add up, (then) we must have made a mistake « Si le résultat est faux, nous avons dû faire une faute » ;
(ro) Muncește (așa) cum poate « Il/Elle travaille comme il/elle peut » ;
(cnr) Ni ljeta nijesu (ono) što su nekad bila « Les étés non plus ne sont pas ce qu’ils étaient » ;
(hu) Tudod (azt), hogy hatkor kezdődik a meccs? « Tu sais que le match commence à six heures ? »
Dans d’autres cas, le corrélatif est obligatoire :
(fr) Je l’ai retrouvé tel que je l’ai connu il y a dix ans ;
(ro) Era atât de deștept, încât a înțeles « Il était tellement intelligent, qu’il a compris » ;
(cnr) Bio je tako iscrpljen te se činilo da neće izdržati « Il était tellement épuisé, qu’il semblait ne pas résister » ;
(hu) Arra a csomagra célzol, ami tegnap érkezett? « Tu fais allusion au colis qui est arrivé hier ? » (litt. « À ce colis tu fais allusion, qui est arrivé hier ? »).
En hongrois, les cas d’emploi de corrélatifs sont plus fréquents que ceux où on n’en emploie pas. En même temps, ces cas sont plus fréquents et plus fréquemment obligatoires que dans les autres langues mentionnées ici, ex. Kati azt mondja, hogy fáj a feje « Kati dit qu’elle a mal à la tête » (litt. « Kati cela dit, qu’elle a mal à la tête »).

## Typologie
Les types de subordonnées et leurs classifications sont très différents en fonction des grammaires et des grammairiens, même traitant d’une même langue,.

### Français
Dans des grammaires du français on trouve des classifications selon le mot de jonction (en relatives, conjonctives et interrogatives indirectes), selon le mode du prédicat de la subordonnée (un mode personnel, l’infinitif, le participe), selon la fonction du terme correspondant de la phrase simple (sujet, complément du verbe, complément de l’antécédent nominal, complément circonstanciel) ou selon la place de la subordonnée : antéposée ou postposée par rapport à la proposition principale, ou bien imbriquée dans celle-ci.
Grevisse et Goosse 2007, par exemple, traite des propositions suivantes :
- relative : Son cocher, qui était ivre, s’assoupit tout à coup (Gustave Flaubert)[36] ;
- conjonctives :
  - essentielles[37] :
    - en fonction de sujet : Qu’il se trompe est certain ;
    - en fonction de complément d’objet : Je dis qu’il se trompe ;

  - corrélatives : Il a une telle faim qu’il mangerait n’importe quoi[37] ;
  - adverbiales[38] :
    - de temps : Alors qu’ils jouaient, la cloche sonna[39] ;
    - de cause : Comme ses raisons parurent bonnes, on accepta son projet[40] ;
    - de manière : Il a partagé les gâteaux de manière que tout le monde est satisfait[41] ;
    - de conséquence : Il a mangé goulûment, de sorte qu’il a été malade[42] ;
    - de but : Ce livre est toujours sur mon bureau afin que vous puissiez le consulter[43] ;
    - de concession : Il sort bien qu’il pleuve[43] ;
    - de condition : Je viendrai à moins qu’il ne soit trop tard[44] ;
- interrogative indirecte : Je demande quand tu pars[45] ;
- exclamative indirecte : Regarde comme il est sage[46].

### Anglais
Dans certains ouvrages de spécialité de langue anglaise il y a une classification des subordonnées selon la nature des mots qu’elles peuvent remplacer pour remplir les fonctions syntaxiques de ceux-ci, en :
- adverbiales : If you touch me, I’ll shout « Si tu me touches, je crie » ;
- nominales : He told me that you would come « Il m’a dit que tu viendrais » ;
- relatives (pouvant remplacer un adjectif) : A girl that I knew appeared in the newspaper « Une fille que je connaissais a paru dans le journal ».

Une autre classification est faite selon la nature du mot de jonction, en propositions relatives (introduites par un pronom ou un adverbe relatif), relatives interrogatives (introduites par un pronom ou un adverbe interrogatif) et conjonctives (introduites par une conjonction ou par un mot appelé « pronom adverbial », ex. wherein « dans le/la/lesquel(le)(s) ».

### Roumain
Dans certaines grammaires roumaines, les subordonnées sont d’abord groupées en non circonstancielles et circonstancielles, puis on établit une typologie selon leurs fonctions dans la phrase complexe analogues avec celles des termes correspondants dans la phrase simple : sujet, complément, etc. (non circonstanciels), respectivement de lieu, de temps, etc. selon la sémantique spéciale du rapport circonstanciel.
On trouve aussi une classification semblable à la première concernant l’anglais (voir plus haut), selon que la fonction de la subordonnée est pareille à celle de mots de trois natures :
- nom :
  - sujet : E foarte important ce-mi spui « C’est très important, ce que tu me dis »[48] ;
  - prédicat (correspondant à l’attribut du sujet) : Tatăl său era ceea ce dorise el însuși « Son père était ce qu’il avait lui-même souhaité »[49] ;
  - complément d’objet direct : Au aflat că v-ați întors « Ils/Elles ont appris que vous étiez rentré(e)(s) »[50] ;
  - complément d'objet indirect : Vă gândiți să călătoriți cu avionul? « Vous pesez voyager en avion ? »[50] ;
  - complément d'agent : Primul avion românesc a fost construit de cine știm cu toții « Le premier avion roumain a été construit tout le monde sait par qui » (litt. « Le premier avion roumain a été construit par qui savons tous »)[51] ;
- adjectif :
  - attribut du sujet (proposition prédicat) : Pădurea era cum o visasem eu « La forêt était comme je l’avais rêvée »[52] ;
  - épithète (proposition relative) : Nu mai întâlnise o ființă care să-l impresioneze atâta « Il n’avait pas rencontré d’être qui l’impressionne autant »[53] ;
- adverbe :
  - compléments circonstanciels, les mêmes espèces que les propositions adverbiales selon Grevisse et Goosse 2007 (vois plus haut), plus
  - complément circonstanciel de lieu : Luați-o încotro v-am spus « Allez vers où je vous ai dit (d’aller) »[52].

### BCMS
Les grammaires BCMS établissent les types de subordonnées premièrement selon leurs fonctions analogues à celles des termes correspondants de la phrase simple. Dans une grammaire serbe, par exemple, on distingue des propositions :
- sujet : Poznato je da kafa škodi srcu « Il est connu que le café nuit au cœur » ;
- complément d’objet direct : Tražili smo da se ukine porez na knjige « Nous avons demandé qu’on élimine l’impôt sur les livres » ;
- prédicat (attribut du sujet) : Cilj ove rezolucije je da se prekinu sukobi « Le but de cette résolution est que les conflits cessent » ;
- épithète (proposition relative déterminative) : Životinje koje žive na dalekom severu imaju debelo krzno « Les animaux qui vivent dans l’extrême Nord ont une fourrure épaisse » ;
- apposition (proposition relative explicative) : Davorin Jenko, koji je komponovao srpsku himnu, bio je Slovenac « Davorin Jenko, qui a composé l’hymne serbe, était slovène » ;
- compléments circonstanciels (espèces de propositions détaillées dans la classification suivante).

Deuxièmement, dans cette grammaire, les subordonnées sont classées selon leur contenu, en :
- déclaratives, régies par des verbes comme « dire », « penser », « sentir » ou « vouloir », étant selon la classification ci-dessus des propositions objet direct ou sujet ;
- interrogatives indirectes ;
- relatives (les propositions épithète et apposition de la classification ci-dessus) ;
- de temps, de manière, de cause, de but, de conséquence, de concession et de condition dans le sens de celles des grammaires françaises ;
- de lieu : Možete sesti gdegod želite « Vous pouvez vous asseoir où que vous vouliez ».

### Hongrois
L’une des typologies parmi d’autres, selon une grammaire hongroise pour apprenants francophones, comprend les types de propositions ci-dessous (corrélatifs et antécédents soulignés, et en parenthèse s’ils sont facultatifs) :
- prédicat : A kisfiú nem azé, aki felnevelte « Le petit garçon n’est pas à celui qui l’a élevé » ;
- sujet : Akik keresik, (azok) megtalálják egymást « Ceux qui se cherchent se trouvent » ;
- complément d’objet direct : Azt mondtam neki, hogy vigye le a szemetet « Je lui ai dit de descendre les ordures » (litt. « Cela je lui ai dit, qu’il/elle descende les ordures ») ;
- circonstancielles :
  - de lieu : Ott élünk, ahol a barátaink « Nous vivons là où vivent nos amis » ;
  - de temps : Akkor gyere, amikor Mária nincs itthon « Viens quand Mária n’est pas à la maison » (litt. « Alors viens, quand… ») ;
  - de manière : Tegyen úgy, ahogy jónak látja « Faites comme bon vous semble » (litt. « Faites ainsi, comme… ») ;
  - de concession, obligatoirement sans corrélatif/antécédent : Szeretem Máriát, holott sok rosszat mond rólam « J’aime Mária bien qu’elle dise beaucoup de mal de moi » ;
  - de cause :
    - avec corrélatif facultatif : (Azért) iszom, mert szomjas vagyok « Je bois parce que j’ai soif » (litt. « (Pour cela) je bois, parce que… ») ;
    - obligatoirement sans corrélatif/antécédent : Mivel meleg van, kinyitom az ablakot « Comme il fait chaud, j’ouvre la fenêtre » ;

  - de but : Megfésülködött, nehogy rendetlennek találják « Il/Elle s’est coiffé(e) pour qu’on ne le/la trouve pas négligé(e) » ;
  - de condition : Csak úgy fogtok boldogulni, ha szorgalmasan dolgoztok « Vous vous réaliserez si seulement vous travaillez assidûment » ;
  - de conséquence : Annyira megijedtem, hogy majdnem elszaladtam « J’ai eu tellement peur que j’ai failli m’enfuir » ;
- rectionnelles (correspondant en général aux compléments d’objet indirect en grammaire française) : Arról kell gondoskodnod, hogy mindig tele legyen a hűtőszekrény « Il te faut veiller à ce que le réfrigérateur soit toujours rempli » (litt. « À cela il te faut veiller, que… ») ;
- correspondantes de la proposition relative dans les grammaires françaises :
  - qualitative (correspondant à une épithète) : Csak azok a színésznők játszanak a darabban, akiket kedvel az igazgató « Ne jouent dans la pièce que les actrices qui ont les faveurs du directeur » (litt. « Seulement ces actrices-là jouent dans la pièce, qui… ») ;
  - quantitative (correspondant à une expression de la quantité) : Annyi vizet eressz a kádba, amennyit akarsz « Fais couler dans la baignoire autant d’eau que tu veux » ;
  - possessive (correspondant au complément du nom exprimant un possesseur) : Annak a kezét szorította meg, aki elsőnek üdvözölte « Il a serré la main de celui qui l’avait salué le premier » ;
  - appositive : Láttam az új üzletet, azt, amelyik a sarkon nyílt « J’ai vu le nouveau magasin, celui qui vient d’ouvrir au coin de la rue ».

## Prédicat de la subordonnée
Dans les grammaires traditionnelles roumaines, BCMS ou hongroises, on considère que le prédicat de la subordonnée, comme celle de la proposition en général, doit être un verbe à un mode personnel (certaines interjections aussi selon des grammaires roumaines). Mais dans les grammaires françaises il s’agit aussi de prédicat exprimé par une forme nominale du verbe. Cette vision part du fait que dans une même langue, une subordonnée peut être le synonyme syntaxique du syntagme d’une forme nominale du verbe, surtout de l’infinitif. Exemples :
(fr) J’espère que je partirai demain / J’espère partir demain ;
(ro) Îmi vine să râd / Îmi vine a râde « J’ai envie de rire » ;
(sr) Možemo da uđemo / Možemo ući « Nous pouvons entrer » ;
(hu) Elment a boltba, hogy kenyeret vegyen / Elment a boltba kenyeret venni « Il/Elle est allé(e) au magasin pour acheter du pain ».
De même, des subordonnées dans une langue sont équivalentes de syntagmes de formes nominales du verbe dans une autre langue. Dans le cas de l’infinitif, par exemple, cela s’explique par le fait que, dans certaines langues, celui-ci à un poids plus important que dans d’autres pour exprimer des procès subordonnés lorsque son sujet est identique à celui de son mot régissant, par rapport à leur expression par une subordonnée. Par exemple, sans qu’aucune des deux constructions soit exclue, le roumain ou le serbe ont une préférence pour la subordonnée, et le français ou le croate pour l’infinitif. Klajn 2005 remarque qu’une phrase telle que Hoću spavati « Je veux dormir », avec l’infinitif, aurait en serbe l’air d’un archaïsme ou d’un croatisme au lieu de Hoću da spavam (litt. « Je veux que je dorme »), étant donné que le standard serbe admet l’emploi de l’infinitif seulement avec les verbes modaux, comme dans l’exemple Možemo ući « Nous pouvons entrer » donné plus haut.
Dans les grammaires françaises on prend en compte la proposition infinitive, par certains auteurs si seulement son sujet est différent de celui de son verbe régissant, ex. Nous regardions les avions s’éloigner dans la nuit.
Pour d’autres auteurs il s’agit de proposition infinitive également si le sujet est unique : Il pensait avoir trouvé la solution.
Certains auteurs traitent aussi de la proposition participiale, lorsque le verbe au participe a son propre sujet. Il peut s’agir du participe :
- présent : Il lui a opposé un argument entraînant la conviction ou
- passé : Le chat parti, les souris dansent.

Le mode personnel du prédicat de la subordonnée peut dépendre de plusieurs facteurs : le sens du mot régissant, le mot de jonction, le type de la subordonnée, la façon dont le locuteur voit le procès exprimé (la modalité). Dans des phrases équivalentes en deux langues comparées, le mode personnel du prédicat de la subordonnée peut être différent, parfois parce que l’une des langues ne possède pas un certain mode que l’autre possède, d’autres fois même quand les deux langues le possèdent.
Par exemple, en roumain, en BCMS ou en hongrois, le prédicat de la proposition de condition introduite par la conjonction correspondant à si peut être au conditionnel, mais en français il doit être à l’indicatif, bien que cette langue aussi ait le conditionnel. Exemples :
(ro) Dacă aș avea timp, aș citi un roman polițist « Si j’avais le temps, je lirais un roman policier » ;
(sr) Ako bi bilo kiše do kraja meseca, usevi bi se mogli spasti « S’il pleuvait jusqu’à la fin du mois, les récoltes pourraient être sauvées » ;
(hu) Ha több időm lenne, akkor többet olvasnék « Si j’avais plus de temps, je lirais davantage » ;
Dans un même type de subordonnée, le prédicat peut être à des modes différents en fonction du sens de son verbe régissant. Si, par exemple, ce verbe exprime la certitude, le prédicat de la subordonnée complément d’objet direct ou sujet est à l’indicatif ou au conditionnel :
(fr) Je suis sûr que ce mot s’écrit comme ça ;
(ro) E sigur că va veni « Il est sûr qu’il/elle viendra » ;
(sr) Naućnici su sigurni da će naći rešenje « Les savants sont sûrs qu’ils trouveront une solution » ;
(hu) Biztos, hogy sikerülni fog a találkozás « Il est sûr que la rencontre réussira ».
En revanche, les verbes régissants qui expriment l’incertitude demandent en français le subjonctif, alors qu’en BCMS, qui n’a pas ce mode, ils demandent l’indicatif ou le conditionnel, ex. (hr) Sumnjam da bi mi što mogao koristiti « Je doute que quoi que ce soit puisse m’être utile ».
Dans un même type de subordonnée, le prédicat peut être à des modes différents en fonction du mot de jonction. En français, par exemple, certaines locutions conjonctives demandent l’indicatif dans certaines propositions de temps, et le subjonctif dans d’autres : Au moment où j’allais sortir (indicatif), j’ai constaté que j’avais oublié mon portefeuille vs Entraînez-vous jusqu’à ce que vous soyez (subjonctif) satisfait de vos progrès.
Dans certains cas, lorsque tous les autres éléments sont identiques, le mode ne diffère que selon la modalité exprimée, par exemple dans la proposition relative : (fr) Je connais un guide qui peut nous emmener au sommet du mont Blanc (certitude exprimée avec l’indicatif) vs Je connais un guide qui pourrait nous emmener… (hypothèse exprimée avec le conditionnel).

## Place de la subordonnée
La proposition subordonnée peut occuper principalement trois positions par rapport à la proposition principale :
La proposition subordonnée peut se placer après la principale (le plus souvent) :
(fr) On raconte que l’eau de cette fontaine guérit de certaines maladies ;
(en) I came home early yesterday because I didn’t feel very well « Je suis rentré tôt hier, parce que je ne me sentais pas très bien » ;
(ro) Aștept să termini « J’attends que tu finisses » ;
(cnr) Recite im da nam je žao « Dites-leur que nous sommes désolés » ;
(hu) Akkora volt a hó, hogy leállt a közlekedés « La neige était telle que le trafic a été interrompu ».
La subordonnée peut aussi se trouver devant la principale :
(fr) Bien qu’il y ait eu peu de soleil, ma terrasse est très fleurie ;
(ro) Prost cum e, n-a înțeles nimic « Bête comme il est, il n’a rien compris »;
(en) If I were you, I’d accept the offer « Si j’étais toi, j’accepterais l’offre » ;
(sr) Pre nego što je otvorio sednicu, pozdravio je goste « Avant d’ouvrir la réunion, il a salué les invités » ;
(hu) Akik keresik, azok megtalálják egymást « Ceux qui se cherchent se trouvent ».
La place de la subordonnée peut dépendre de son type, de son mot de jonction ou de l’intention du locuteur de la mettre en relief.
La proposition relative, par exemple, est en général placée juste après son antécédent, ce qui fait souvent qu’elle soit imbriquée dans la principale :
(fr) Ma sœur, qui parle très bien le chinois, a trouvé facilement du travail ;
(en) Shakespeare, who wrote many famous plays, also acted on the stage „Shakespeare, qui a écrit beaucoup de pièces célèbres, jouait aussi sur scène » ;
(ro) Noi, care i-am fost colegi, îl cunoaștem « Nous qui avons été ses collègues, nous le connaissons » ;
(cnr) Prvi koji su se o tome raspitivali bili su novinari « Les premiers qui se sont renseignés sur cela étaient les journalistes » ;
(hu) A harcot, melyet őseink vívtak, békévé oldja az emlékezés « Le combat que nos ancêtres ont mené est converti en paix par le souvenir » (Attila József).
On peut changer la place de certaines subordonnées, surtout en les déplaçant de leur place habituelle, après la principale, devant celle-ci, dans le but de la mettre en relief :
(fr) Que ce cinéaste soit un grand artiste, tout le monde le reconnaît ;
(ro) Ce face acolo, nu știu « Ce qu’il/elle y fait, je ne (le) sais pas » ;
(hu) Hogy Péter igazat mond, az világos « Que Péter dit la vérité, c’est clair ».
Du moins dans certaines langues, la place de la subordonnée est figée avec certains mots de jonction :
- devant la principale :

(fr) Comme c’est le 1er Mai, les banques sont fermées ;
(ro) Cum înfloresc cei dintâi, ghioceii trec drept vestitorii primăverii « Comme ils fleurissent les premiers, les perce-neige passent pour les annonceurs du printemps » ;
(bs) Budući da je veliko nevrijeme, moramo prekinuti posao « Étant donné qu’il y a une grosse tempête, nous devons interrompre le travail ».
- après la principale :

(fr) Je ne prendrai pas de gâteau d’autant que je suis un régime ;
(ro) Porojan singur lipsea, căci fugise a doua zi după plecarea mea la Paris « Porojan seul était absent, car il s’était enfui le lendemain de mon départ pour Paris » (Vasile Alecsandri) ;
(sr) Pobedićemo jer smo iskusniji od naših protivnika « Nous vaincrons, car nous avons plus d’expérience que nos adversaires ».